# Vättis
Vättis (rätoromanisch Vettenⓘ) ist eine Ortsgemeinde und eine Ortschaft in der politischen Gemeinde Pfäfers in der südöstlichsten Ecke des Kantons St. Gallen. Sie befindet sich im Wahlkreis Sarganserland.

## Geographie
Die Ortschaft Vättis liegt oberhalb von Bad Ragaz im Taminatal am Fusse des Calanda. Westlich von Vättis erstreckt sich das Calfeisental mit dem Gigerwaldsee. Neben Vättis gehören die Ortschaften Pfäfers, Vadura, Valens und Vasön sowie die Streusiedlung St. Margrethenberg mit Furggels zur politischen Gemeinde Pfäfers. Im Calfeisental befindet sich die ehemalige Walsersiedlung St. Martin.
Das Hochtal ist im Osten (Calanda) und Westen von hohen Bergen vor dem Wind geschützt und deshalb niederschlagsarm, mit einem gesunden Klima dank warmen Sommern und kalten Wintern. Im Süden öffnet sich das Tal gegen den Kunkelspass (1357 m ü. M.), der vermutlich schon von den Römern benützte Übergang zu den Bündner Pässen im Vorder- und Hinterrheintal.

### Vättner Fenster
Zwischen Gigerwald und Vättis – beim sogenannten Vättner Fenster – ist das Aarmassiv aufgeschlossen. Das Fenster ist der östlichste Aufschluss des Aarmassivs, des alpinen Grundgebirges. Es ist eine geologische Besonderheit, anhand der sich die Entwicklung des Taminatals und der Alpen erklären lässt. Am Eingang des Chrüzbachtobels können diese ältesten Gesteine des Geoparks Sardona besichtigt werden.

## Geschichte
Der Lehrer Theophil Nigg führte im Drachenloch in den Jahren 1917–1923 archäologische Grabungen durch. Sein Sohn Toni Nigg setzte die Forschungen seines Vaters fort und veröffentlichte dessen Höhlentagebücher. Nigg war auch an der Gestaltung des Drachenlochmuseums beteiligt. In der höchstgelegenen prähistorischen Höhle Europas, dem Drachenloch (2427 m ü. M.), fand Theophil Nigg Holzkohlenreste, die auf menschliches Leben um ca. 50'000 v. Chr. hindeuten. Die Funde können im Museum besichtigt werden.
Vorrömische Speereisen, römische Münzen und die speziellen, romanischen Dorf- und Flurnamen weisen auf die geschichtliche Bedeutung des Kunkelspasses hin. Mittelalterliche Siedlungen in Vättis (damals Vethin) sind in Urkunden der Klöster Pfäfers und Disentis nachgewiesen.
Bis zur französischen Revolution unterstand Vättis dem Fürstabt von Pfäfers. Die heutige Kirche St. Anian wurde 1695 gebaut, eine erste Pfarrkirche wurde schon 1274 erwähnt. Die Kapelle St. Martin von 1346 bezeugt die Einwanderung der Walser im Calfeisental. Eine Inschrift an der Hausmauer des Verhandlungsortes – einem ehemaligen Gasthaus in Vättis – beklagt sich über die niedrige Abfindungssumme, die bei der Auflösung des Klosters Pfäfers im Jahre 1838 ausgehandelt wurde.
Im 19. Jahrhundert profitierte auch Vättis vom aufkommenden Tourismus. Die neu erbauten Kurhotels bescherten dem Bergbauerndorf einen kleinen Aufschwung. Auf einer Postkarte wird Anfang des 20. Jahrhunderts für den Luft und Molkenkurort Vättis geworben.

## Bilder

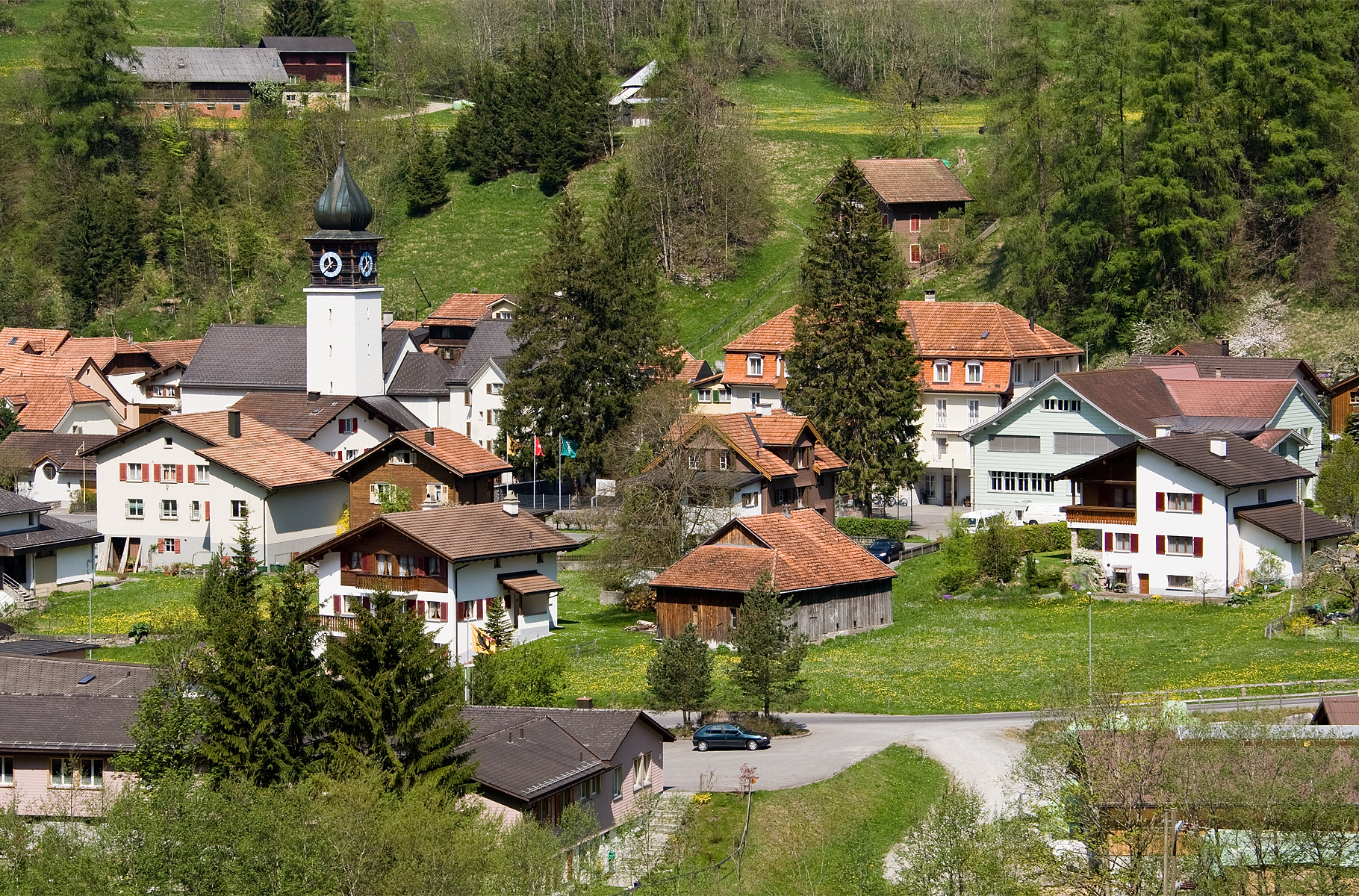
In Vättis
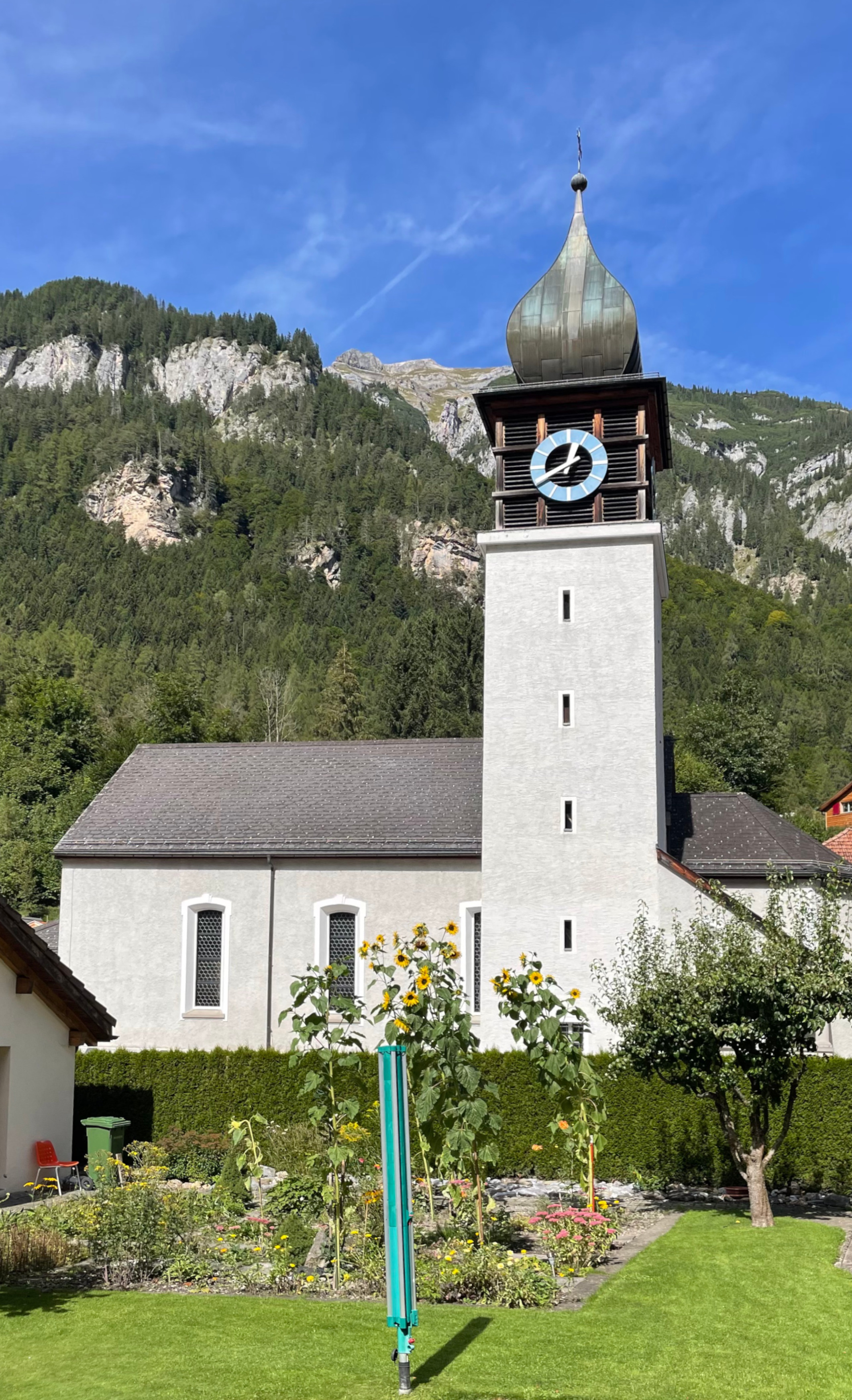
Kirche St. Anian
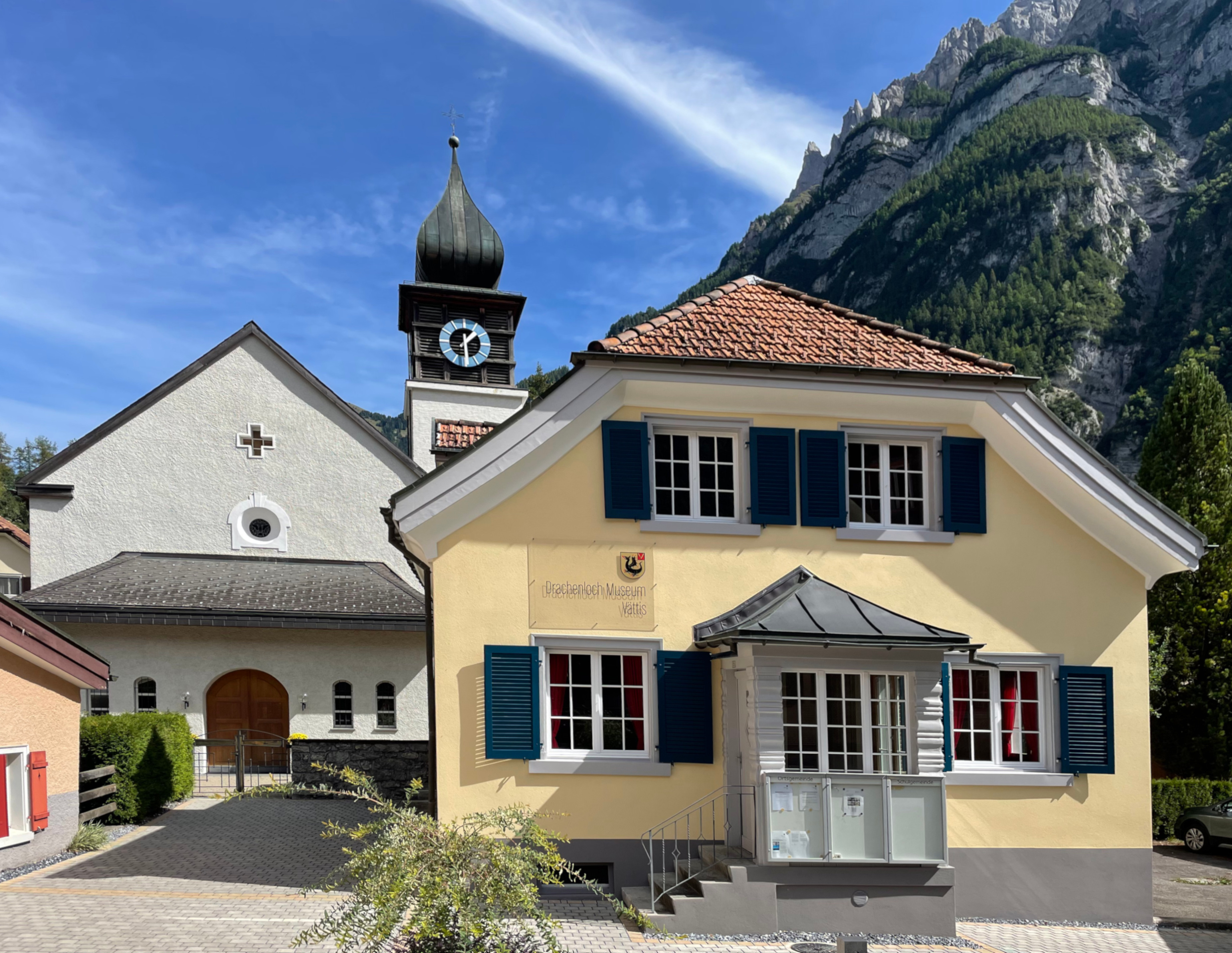
Kirche mit ehemaligem Gemeindehaus (heute Museum)
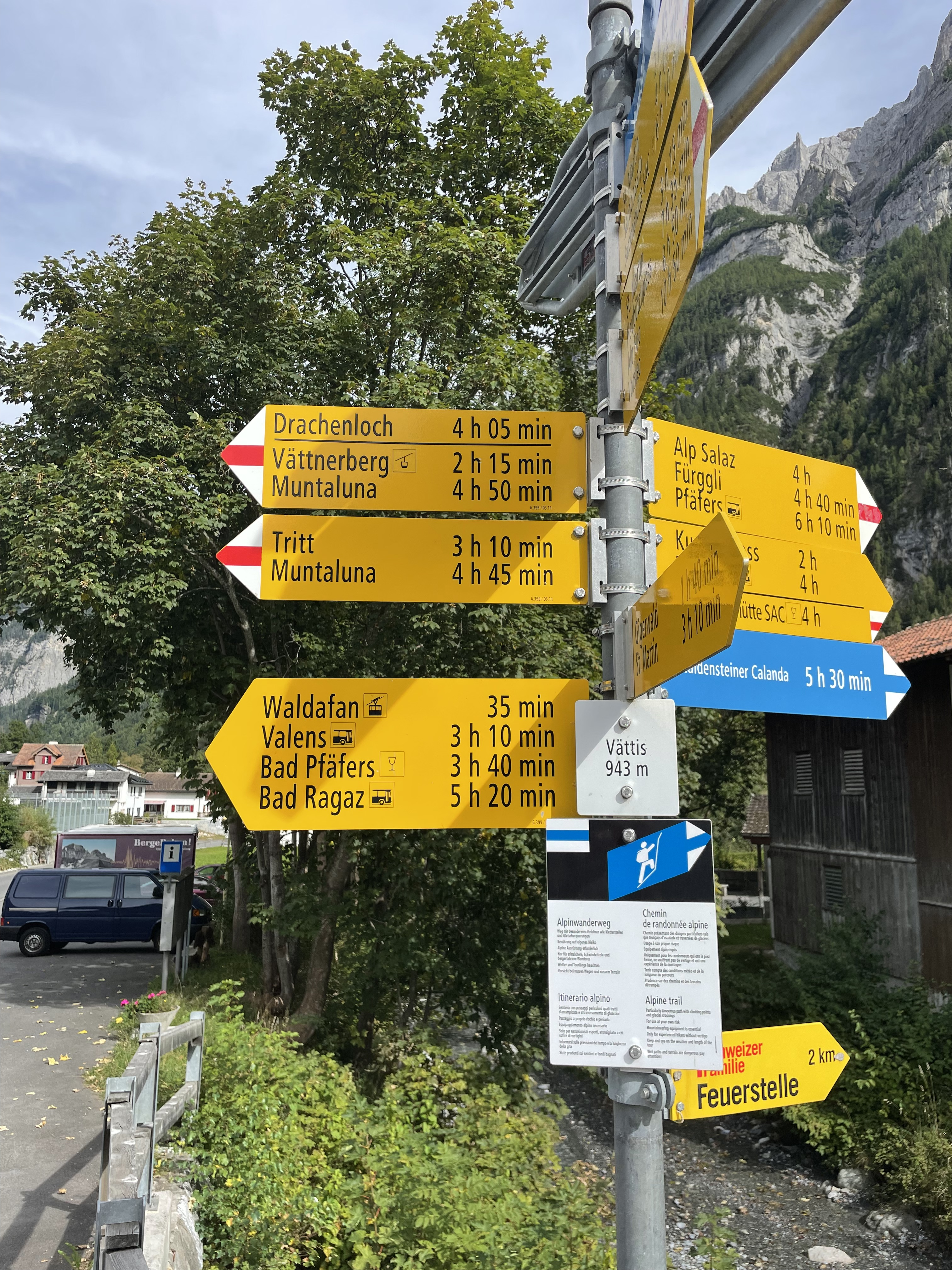
Wanderwege ab Vättis: gegen Norden (links) und Süden (rechts)

## Bevölkerung
Die Bevölkerung in Vättis blieb im 20. Jahrhundert – im Gegensatz zur allgemeinen Abwanderung in den Berggebieten – recht konstant. Für die Kinder werden ein Kindergarten und eine Primarschule von der 1. bis 6. Klasse im Ort geführt.

## Wirtschaft und Tourismus
Die Einwohner arbeiten in den Sektoren Handwerk, Land- und Forstwirtschaft und Dienstleistungen. Neben einem Dorfladen und einem Dorfgasthaus gibt es noch fünf Landwirtschaftsbetriebe (2006) und eine Primarschule. Mitten im Dorf befindet sich die Offizin Parnassia – eine Werkstatt für handwerkliche Bücher und Schriftguss.
Dazu kommen die Bergrestaurants Gigerwald und St. Martin (Calfeisental) sowie die Ringelspitz- und Sardonahütte des SAC.
Es gibt ein mehrmals täglich verkehrendes Postauto von Bad Ragaz bis Vättis, das an Sommer-Wochenenden bis zum Gigerwaldstaudamm weiterfährt. In Gaspus steht die Talstation der Seilbahn nach dem Vättnerberg als Ausgangspunkt von Bergwanderungen. Das Calfeisental hinterhalb von Vättis ist ein beliebtes Wandergebiet.

## Sehenswürdigkeiten
- Drachenlochmuseum mit Funden aus der prähistorischen Fundstelle und Ortsmuseum[5][6]
- Drachenloch; höchstgelegene prähistorische Fundstätte Europas
- Stausee Gigerwald der Kraftwerke Sarganserland AG mit einer 147 m hohen Staumauer
- ehemalige Walsersiedlung St. Martin
- Walserhaus auf der Alp Ebni
- Naturschutzgebiet Calfeisental und Jagdbanngebiet Graue Hörner
- Glarner Hauptüberschiebung; UNESCO-Weltnaturerbe
- Silbermine Gnapperkopf